# 5171 Augustesen
5171 Augustesen este un asteroid din centura principală de asteroizi.

## Descriere
5171 Augustesen este un asteroid din centura principală de asteroizi. A fost descoperit pe 25 septembrie 1987 la Brorfelde de Poul Jensen. El prezintă o orbită caracterizată de o semiaxă mare de 2,43 ua, o excentricitate de 0,13 și o înclinație de 7,1° în raport cu ecliptica.